# Легалов, Александр Иванович
Легалов Александр Иванович (03.03.1956, г. Енисейск, СССР) — д.т. н., профессор кафедры Вычислительной техники Института космических и информационных технологий Сибирского федерального университета (СФУ), специалист в области технологий программирования, языков программирования и трансляторов, параллельного программирования и систем реального времени.
Легалов А. И. является автором функционально-потокового языка программирования для разработки переносимых (архитектурно-независимых) параллельных программ Пифагор.

## Биография
Родился 3 марта 1956 г. в г.Енисейске, СССР.
В 1973 поступил в Красноярский политехнический институт по направлению «Конструирование радиоэлектронной аппаратуры».
В 1983 году защитил кандидатскую диссертацию «Организация управления вычислениями в процессорах потоков данных», а в 2005 докторскую «Языковые средства систем программирования, ориентированные на создание переносимых, эволюционно расширяемых параллельных программ»
Основные преподаваемые дисциплины:
- Технология разработки программного обеспечения;
- Современные проблемы информатики и вычислительной техники.

Научные направления
- Архитектурно-независимое параллельное программирование;
- Эволюционная разработка программного обеспечения;
- Инструментальные средства для разработки программного обеспечения;
- Парадигмы программирования.

## Список значимых публикаций
1. Легалов А. И., Казаков Ф. А., Кузьмин Д. А. Водяхо А. И. Модель параллельных вычислений функционального языка. Известия ГЭТУ, Сборник научных трудов. Выпуск 500. Структуры и математическое обеспечение специализированных средств. С.-Петербург, 1996. с. 56-63.
2. Легалов А. И. Процедурно-параметрическая парадигма программирования. Возможна ли альтернатива объектно-ориентированному стилю? — Красноярск: 2000. Деп. рук. № 622-В00 Деп. в ВИНИТИ 13.03.2000. — 43 с.
3. Легалов А. И. Швец Д. А. Процедурный язык с поддержкой эволюционного проектирования. — Научный вестник НГТУ, № 2 (15), 2003. С. 25-38.
4. Легалов А. И., Привалихин Д. В. Перегрузка функций и пользовательские типы в языке программирования «Пифагор». — Вестник Красноярского государственного технического университета. Вып. 33. Математические методы и моделирование. Красноярск: ИПЦ КГТУ, 2004. С. 228—234.
5. Легалов А. И. Об управлении вычислениями в параллельных системах и языках программирования — Научный вестник НГТУ, № 3 (18), 2004. С. 63-72.
6. Легалов А. И. Методы поддержки параметрического полиморфизма. — Научный вестник НГТУ, № 3 (18), 2004. С. 73-82.
7. Легалов А. И. Функциональный язык для создания архитектурно-независимых параллельных программ. — Вычислительные технологии, № 1 (10), 2005. С. 71-89.
8. Легалов А. И. Технология программирования. Процедурная и объектно-ориентированная парадигмы. Метод. указания по выполнению лабораторной работы № 1. / Красноярск: ИПЦ КГТУ, 2006, 43 с.
9. Легалов А. И., Миркес Е. М., Сиротинина Н. Ю. Нейроинформатика: учебное пособие/Красноярск: ИПЦ КГТУ, 2006. — 172 с.
10. Легалов И. А. Применение обобщенных записей в процедурно-параметрическом языке программирования / И. А. Легалов // Научный вестник НГТУ. — 2007. — № 3 (28). — С. 25-38.
11. Легалов А. И., Ледяев Д. Н., Анкудинов А. В. Инструментальная поддержка многокритериального анализа при разработке сложных технических систем. / Вестник Сибирского государственного аэрокосмического университета. Вып. 2 (23). — 2009. — С. 50-55.